# Carl Axel Arrhenius
Carl Axel Arrhenius (Estocolmo, 29 de marzo de 1757-Estocolmo, 20 de noviembre de 1824) fue un químico sueco. Es más conocido como el descubridor de un mineral que resultó contener una gran cantidad de nuevos elementos químicos: los  metales de las tierras raras, todos ellos muy similares entre sí. Es muy difícil encontrar alguno de ellos sin impurezas de los demás.

## Biografía
Arrhenius nació en Estocolmo. Se interesó por la mineralogía y la química tras conocer a Peter Jacob Hjelm en el laboratorio sueco de la Moneda Real. Arrhenius era un lugarteniente al Regimiento de Artillería Svea estacionado en Vaxholm. Tomó parte en la campaña contra Finlandia en 1788. Fue promovido a Feldzeugmeister y teniente coronel de artillería y fue enviado al mando de la fabricación de la pólvora a Suecia  en 1816.
Los estudios químicos de Arrhenius comenzaron el laboratorio de la Royal Mint (Kungliga Myntet), donde estudió las características de la pólvora como oficial de artillería. Durante su visita a París durante 1787-88, conoció el químico francés Antoine Lavoisier, "el padre de la química moderna". A su regreso a Suecia se convirtió en un ardiente defensor de las ideas revolucionarias en química promovidas por Antoine Lavoisier.
Durante su estancia en Vaxholm, Arrhenius visitó la mina de feldespato en el pueblo de Ytterby (isla de Resarö), cerca de Vaxholm. Encontró un mineral oscuro que llamó iterbita y envió una muestra al químico Johan Gadolin en la Universidad de Åbo para un análisis posterior. Esto permitió el descubrimiento de cuatro nuevos elementos por varios químicos: itrio, terbio, erbio, y iterbio y, finalmente, con el resto de  metales de las tierras raras, incluyendo escandio, lantano, cerio, neodimio y tulio.
Arrhenius se convirtió en miembro de la Real Academia Sueca de Ciencias de la Guerra (1799) y de la Real Academia Sueca de Ciencias (1817).